# Peschiera del Garda
Peschiera del Garda est une commune italienne de la province de Vérone dans la région Vénétie.

## Administration
| Période                                  | Période | Identité | Étiquette | Qualité |
| ---------------------------------------- | ------- | -------- | --------- | ------- |
|                                          |         |          |           |         |
| Les données manquantes sont à compléter. |         |          |           |         |

### Hameaux
Peschiera, San Benedetto di Lugana, Broglie et Dolci.

### Communes limitrophes
Castelnuovo del Garda, Desenzano del Garda, Ponti sul Mincio, Pozzolengo, Sirmione, Valeggio sul Mincio.

## Galerie

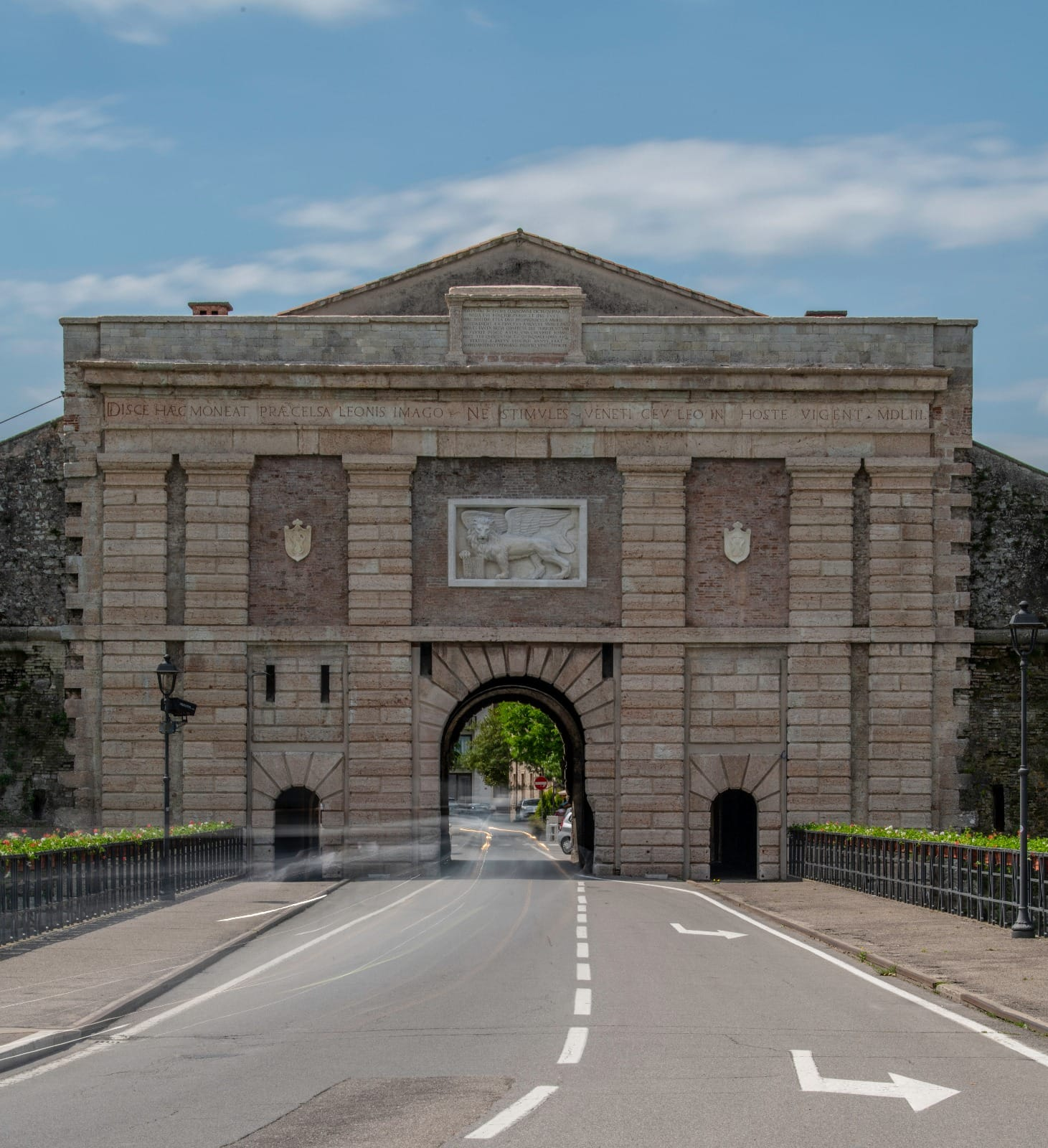
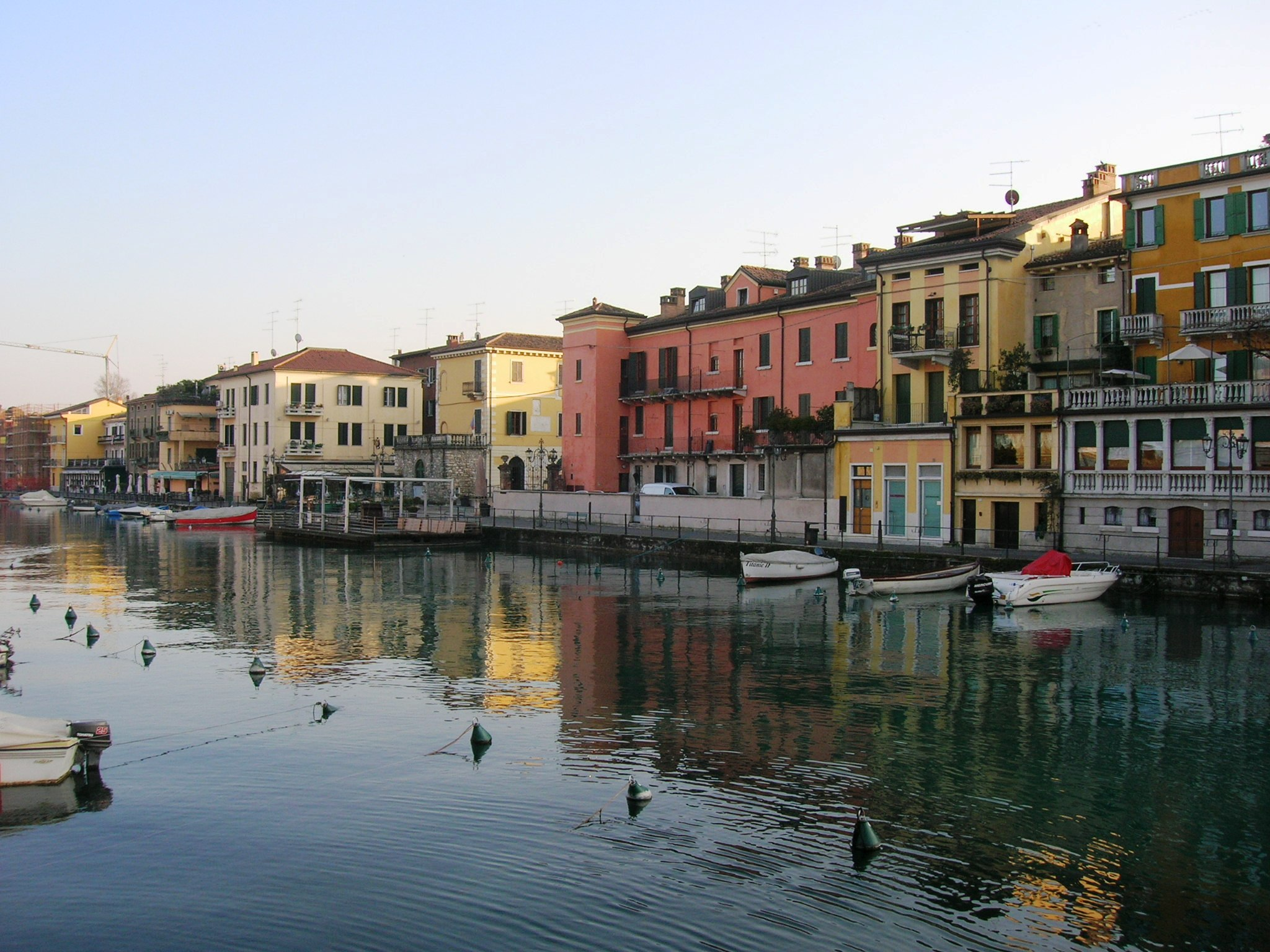
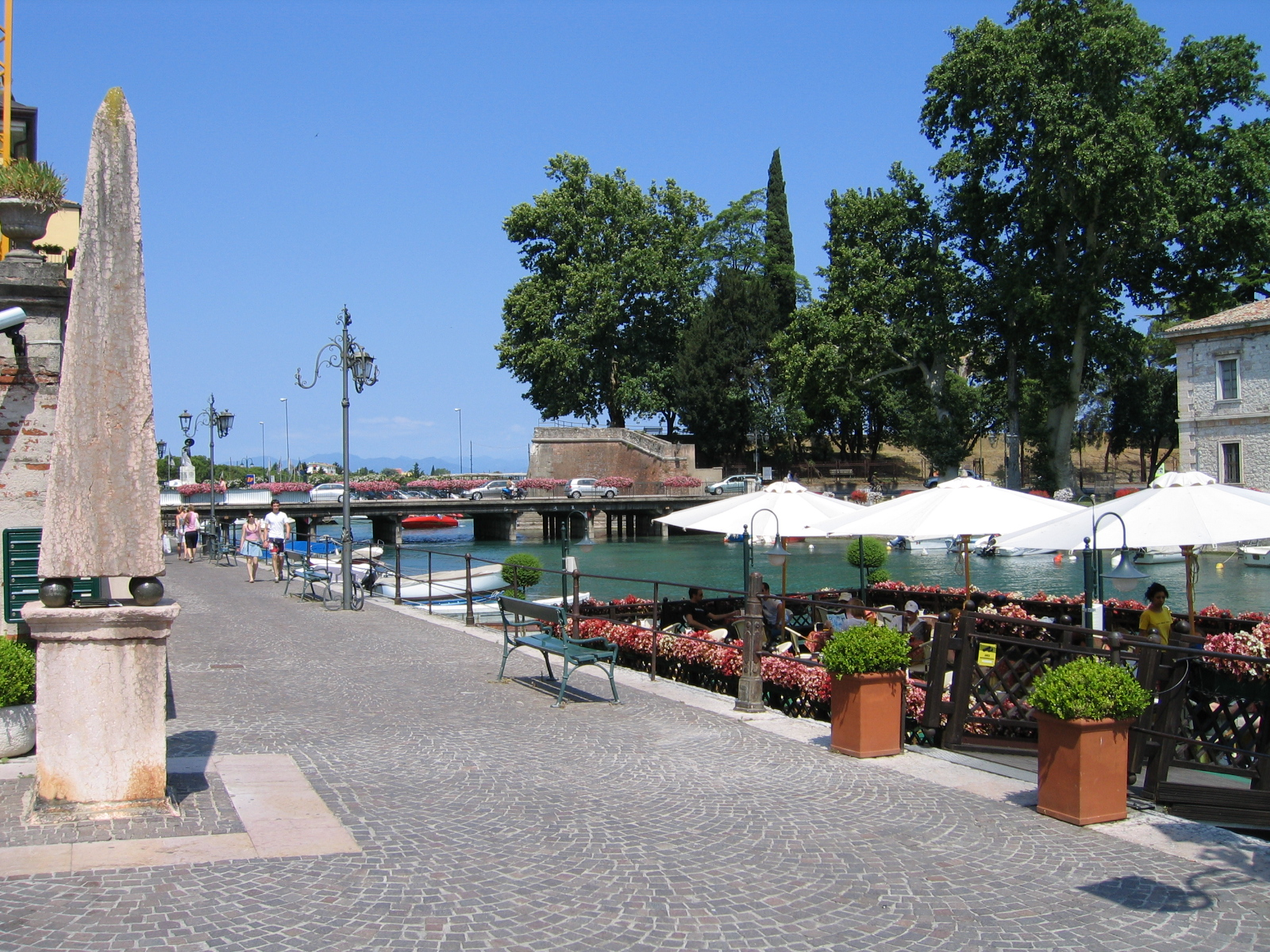
Lungolago.
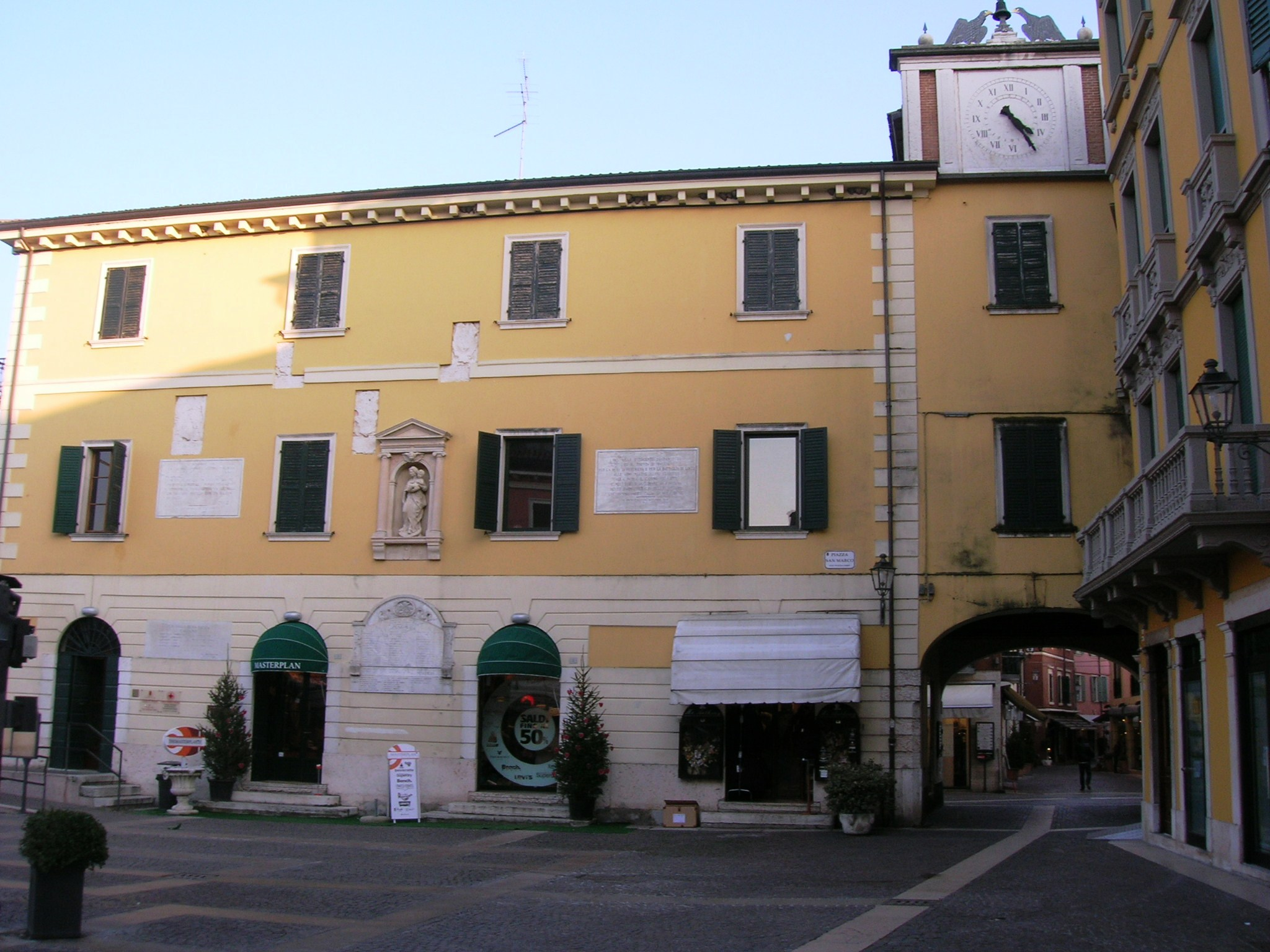
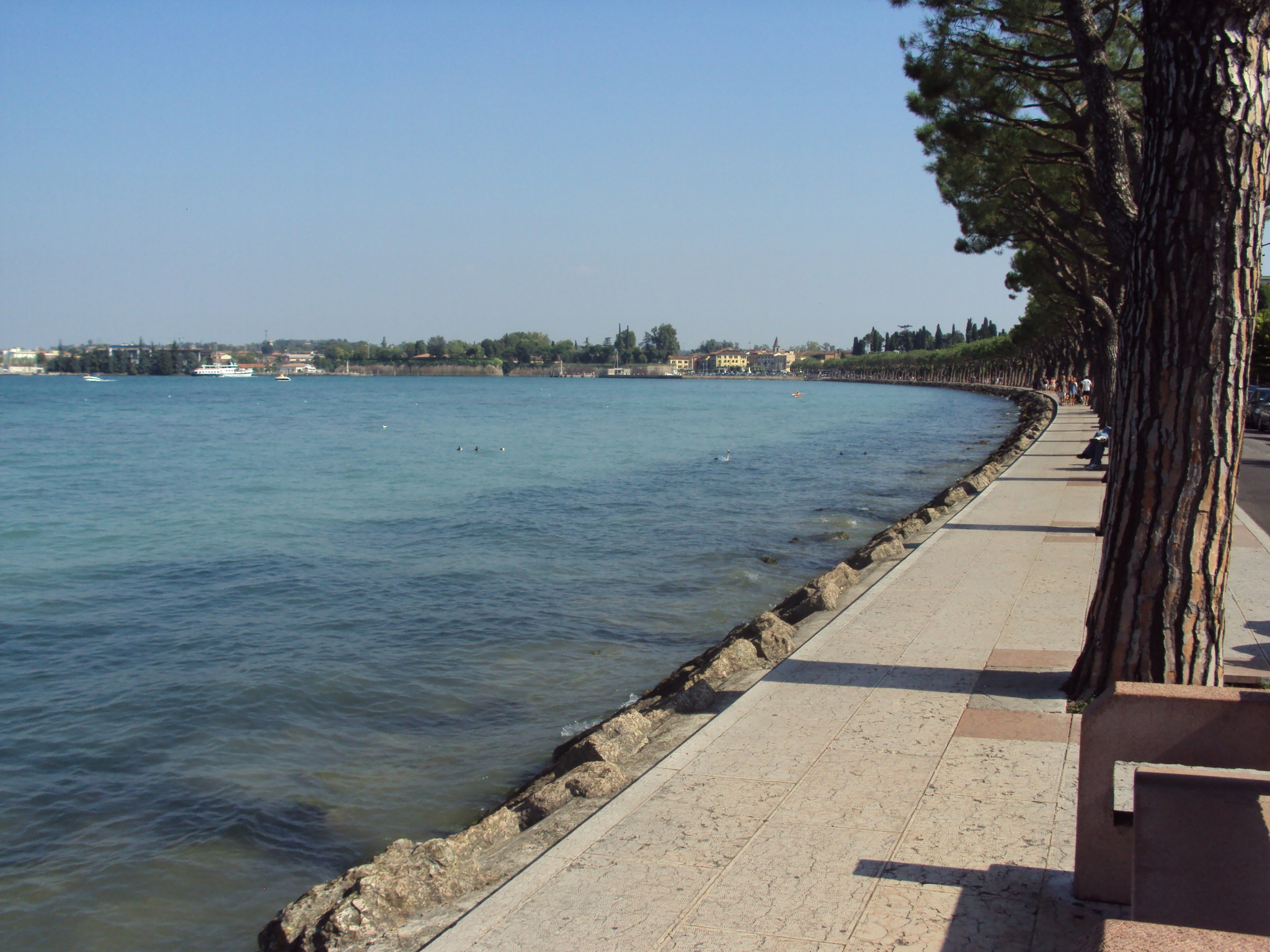